# Яо (Осака)
Я́о (яп. 八尾市, やおし, МФА: [jao ɕi̥]?) — місто в Японії, в префектурі Осака.  Входить до списку особливих міст Японії.   Отримало статус міста 1948 року. Площа становить 41,71 км². Станом на 1 липня 2012 року населення складало 270 423  осіб, густота населення — 6480 осіб/км².     

## Демографія
Згідно з даними перепису населення Японії, населення Яо швидко збільшувалось з 70-х і до початку 90-х років після чого вирівнялося. Станом на 1 жовтня 2020 року населення складало 264 642 осіб, з яких 125 858 осіб — чоловіки, 138 784 особи — жінки. Густота населення — 6343 осіб/км².

## Географія
Місто розташоване на острові Хонсю в префектурі Осака регіону Кінкі. З ним межують міста Осака, Хіґасіосака, Касівара, Фудзіїдера, Мацубара і селища Хеґурі, Санґо.

## Історія
Яо отримало статус міста 1 квітня 1948 року.

## Символіка
Деревом міста вважається гінкго, квіткою — хризантема.